# Stephen P. Halbrook
Stephen P. Halbrook est un juriste et essayiste américain.

## Biographie
Halbrook est un fervent défenseur du Deuxième amendement de la Constitution des États-Unis d'Amérique, garantissant le droit de porter et de posséder une arme dans une milice défendant un « Etat libre », qu'il a défendu dans de nombreux livres.

## Théories
Dans son livre The Swiss an the Nazis, il établit une plaidoyer en faveur de la politique des autorités suisses face à la menace nazie.

## Œuvres
- Nazi Firearms Law and the Disarming of the German Jews
- The Swiss and the nazis, Havertown, 2006.
- Firearms Law Deskbook
- Target Switzerland traduit aux Éditions Slatkine: La Suisse Encerclée, La neutralité armée suisse durant la Deuxième Guerre mondiale, 2000
- Gun Control in Nazi-Occupied France: Tyranny and Resistance Oakland: Independent Institute, 2018. Print.
- Gun Control in the Third Reich: Disarming the Jews and "enemies of the State" Oakland: Independent Institute, 2014. Print.
- Why Can't We Be Like France? How the Right to Bear Arms Got Left Out of the Declaration of Rights and How Gun Registration was Decreed Just In Time For the Nazi Occupation, 39 Fordham Urb. L.J. 1637, 2012.
- Firearms Law Deskbook: Federal and State Criminal Practice. St. Paul, MN: Thomson/West, 2006. Previous editions with annual supplements by Clark Boardman Callaghan/Thomson/West Group, 1995-2005.
- The Constitutional Right to Hunt: New Recognition of an Old Liberty in Virginia, 19 Wm. & Mary Bill Rts. J. 197, (2010).
- Heller, the Second Amendment, and Reconstruction: Protecting All Freedmen or Only Militiamen, 50 Santa Clara L. Rev. 1073, 2010.
- Target Switzerland: Swiss Armed Neutrality in World War II. Rockville Center, N.Y.: Sarpedon Publishers, 1998 (hardback); Cambridge, MA: Da Capo Press, 2003 (paperback). Target Switzerland has been translated into four languages, and won two international awards[5],[6].
- The Founder's Second Amendment: Origins of the Right to Bear Arms. Chicago: Ivan R. Dee for the Independent Institute, 2008.
- Arms in the Hands of Jews Are a Danger to Public Safety: Nazism, Firearm Registration, and the Night of the Broken Glass. ExpressO, 2008.
- The Swiss and the Nazis: How the Alpine Republic Survived in the Shadow of the Third Reich. Havertown, Pa.: Casemate Publishers; Gloucestershire, UK: Spellmount Ltd., 2006.
- St. George Tucker's Second Amendment: Deconstructing "The True Palladium of Liberty", Tennessee Journal of Law & Policy: Vol. 3: Iss. 2, Article 3. 2006.
- Freedmen, the Fourteenth Amendment, and the Right to Bear Arms, 1866-1876. Westport, Conn.: Praeger Publishers, 1998. Updated edition published as Securing Civil Rights (Independent Institute 2010).
- That Every Man Be Armed: The Evolution of a Constitutional Right. Albuquerque: University of New Mexico Press, 1984. Reprinted in 1994, 2000 by Independent Institute, Oakland, Ca.
- NRA and Law Enforcement Opposition to the Brady Act: From Congress to the District Courts. Journal of Civil Rights and Economic Development: Vol. 10: Iss. 1, Article 2. 1994
- The Right of the People or the Power of the State: Bearing Arms, Arming Militias, and the Second Amendment, 26 Val. U. L. Rev. 131. 1991.
- A Right to Bear Arms: State and Federal Bills of Rights and Constitutional Guarantees. Westport, Conn.: Greenwood Press, 1989.
- What the Framers Intended: A Linguistic Analysis of the Right to "Bear Arms", 49 Law and Contemporary Problems 151-162, 1986.
- Defectless Firearms Litigation (edited, with Michael K. McCabe). Washington, D.C.: NRA-ILA, 1984.

en français
- La Suisse face aux nazis, éditions Cabédita, préface de Jean-Jacques Langendorf